# Grand Prix Formule 1 van Groot-Brittannië 1973
De Grand Prix Formule 1 van Groot-Brittannië 1973 werd gehouden op 14 juli 1973 op Silverstone.

## Uitslag
| Positie | Nummer | Rijder                | Team              | Ronden | Tijd/Opgave    | Startplaats | Punten |
| ------- | ------ | --------------------- | ----------------- | ------ | -------------- | ----------- | ------ |
| 1       | 8      | Peter Revson          | McLaren-Ford      | 67     | 1:29:18.5      | 3           | 9      |
| 2       | 2      | Ronnie Peterson       | Lotus-Ford        | 67     | 2.8            | 1           | 6      |
| 3       | 7      | Denny Hulme           | McLaren-Ford      | 67     | 3              | 2           | 4      |
| 4       | 27     | James Hunt            | March-Ford        | 67     | 3.4            | 11          | 3      |
| 5       | 6      | François Cevert       | Tyrrell-Ford      | 67     | 36.6           | 7           | 2      |
| 6       | 10     | Carlos Reutemann      | Brabham-Ford      | 67     | 44.7           | 8           | 1      |
| 7       | 19     | Clay Regazzoni        | BRM               | 67     | + 1:11.7       | 10          |        |
| 8       | 3      | Jacky Ickx            | Ferrari           | 67     | + 1:17.4       | 19          |        |
| 9       | 25     | Howden Ganley         | Iso Marlboro-Ford | 66     | + 1 Ronde      | 18          |        |
| 10      | 5      | Jackie Stewart        | Tyrrell-Ford      | 66     | + 1 Ronde      | 4           |        |
| 11      | 15     | Mike Beuttler         | March-Ford        | 65     | + 2 Ronden     | 24          |        |
| 12      | 21     | Niki Lauda            | BRM               | 63     | + 4 Ronden     | 9           |        |
| 13      | 28     | Rikky von Opel        | Ensign-Ford       | 61     | + 6 Ronden     | 21          |        |
| NF      | 11     | Wilson Fittipaldi Jr. | Brabham-Ford      | 44     | Olielek        | 13          |        |
| NF      | 1      | Emerson Fittipaldi    | Lotus-Ford        | 36     | Transmissie    | 5           |        |
| NF      | 29     | John Watson           | Brabham-Ford      | 36     | Benzinesysteem | 23          |        |
| NF      | 12     | Graham Hill           | Shadow-Ford       | 24     | Chassis        | 27          |        |
| NF      | 22     | Chris Amon            | Tecno             | 6      | Benzinesysteem | 29          |        |
| NF      | 30     | Jody Scheckter        | McLaren-Ford      | 0      | Botsing        | 6           |        |
| NF      | 23     | Mike Hailwood         | Surtees-Ford      | 0      | Botsing        | 12          |        |
| NF      | 31     | Jochen Mass           | Surtees-Ford      | 0      | Botsing        | 14          |        |
| NF      | 24     | Carlos Pace           | Surtees-Ford      | 0      | Botsing        | 15          |        |
| NF      | 20     | Jean-Pierre Beltoise  | BRM               | 0      | Botsing        | 17          |        |
| NF      | 9      | Andrea de Adamich     | Brabham-Ford      | 0      | Botsing        | 20          |        |
| NF      | 14     | Roger Williamson      | March-Ford        | 0      | Botsing        | 22          |        |
| NF      | 16     | George Follmer        | Shadow-Ford       | 0      | Botsing        | 25          |        |
| NF      | 17     | Jackie Oliver         | Shadow-Ford       | 0      | Botsing        | 26          |        |
| NF      | 26     | Graham McRae          | Iso Marlboro-Ford | 0      | Gaspedaal      | 28          |        |
| NF      | 18     | David Purley          | March-Ford        | 0      | Spin           | 16          |        |

## Statistieken
| Pole-position | Ronnie Peterson | Lotus-Ford | 1:16.3 |
| Snelste ronde | James Hunt      | March-Ford | 1:18.6 |

## Noot
- Dit was het debuut van de Duitse coureur (en toekomstig Grand Prix-winnaar) Jochen Mass; de Nieuw-Zeelandse coureur Graham McRae en de Britse coureurs (en toekomstig Grand Prix-winnaar) John Watson en Roger Williamson. Williamson kwam in de volgende race - de Grote Prijs van Nederland - om het leven bij een crash.
- Vijfde pole position en tiende podiumplaats voor Ronnie Peterson.
- Eerste snelste ronde voor James Hunt.
- Eerste rondes als raceleider en eerste Grand Prix-winst voor Peter Revson.

1926 · 1927 · 1948 · 1949 · 1950 · 1951 · 1952 · 1953 · 1954 · 1955 · 1956 · 1957 · 1958 · 1959 · 1960 · 1961 · 1962 · 1963 · 1964 · 1965 · 1966 · 1967 · 1968 · 1969 · 1970 · 1971 · 1972 · 1973 · 1974 · 1975 · 1976 · 1977 · 1978 · 1979 · 1980 · 1981 · 1982 · 1983 · 1984 · 1985 · 1986 · 1987 · 1988 · 1989 · 1990 · 1991 · 1992 · 1993 · 1994 · 1995 · 1996 · 1997 · 1998 · 1999 · 2000 · 2001 · 2002 · 2003 · 2004 · 2005 · 2006 · 2007 · 2008 · 2009 · 2010 · 2011 · 2012 · 2013 · 2014 · 2015 · 2016 · 2017 · 2018 · 2019 · 2020 · 2021 · 2022 · 2023 · 2024 · 2025 · 2026 · 2027 · 2028 · 2029 · 2030 · 2031 · 2032 · 2033 · 2034